# Aimé Bonpland
Aimé Jacques Alexandre Bonpland  (ur. w sierpniu 1773 w La Rochelle, zm. w maju 1858) – francuski podróżnik, odkrywca, botanik, uczestnik wyprawy naukowej Alexandra Humboldta do Ameryki.

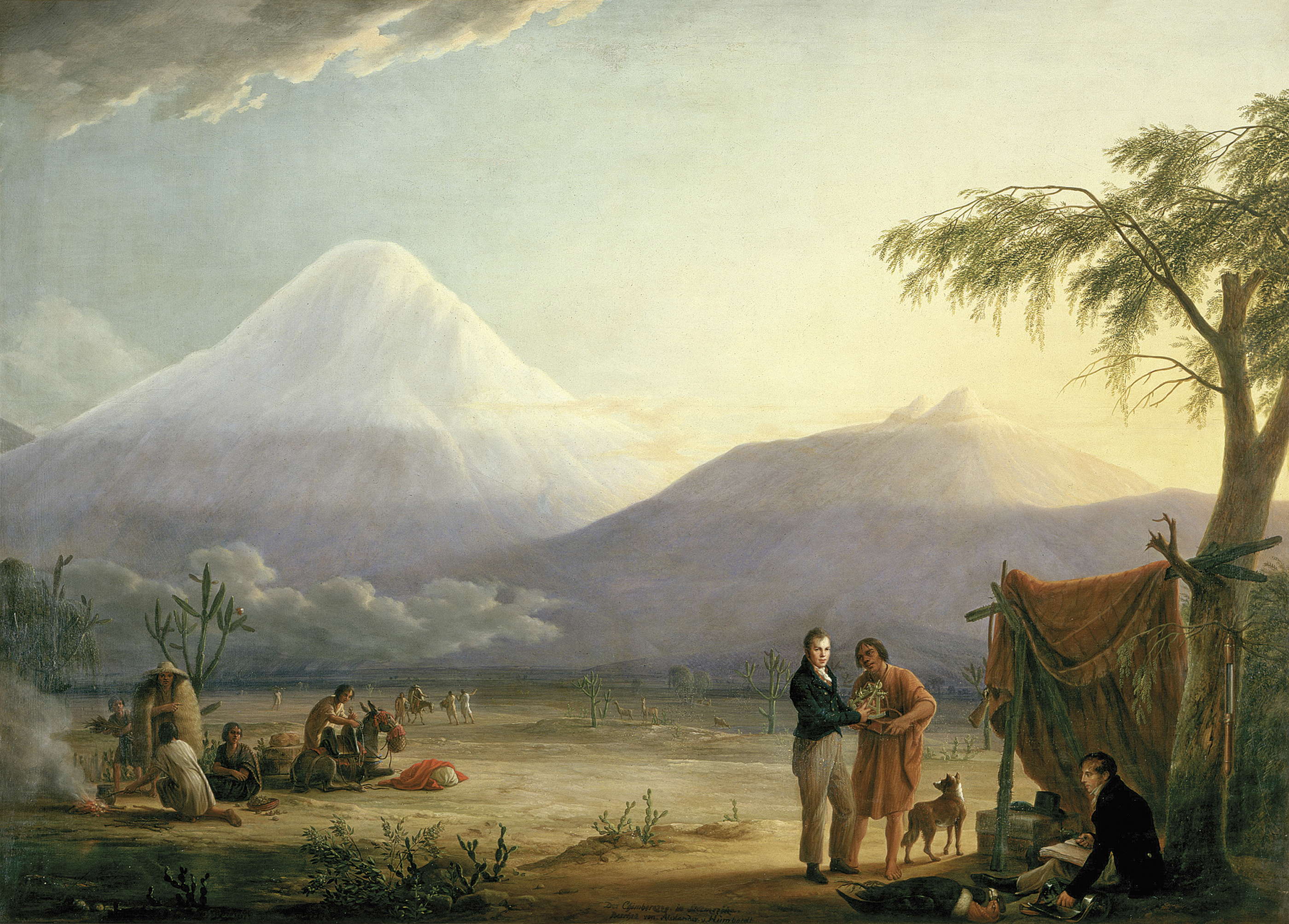
Obraz przedstawiający Bonplanda i Humboldta u stóp Chimborazo

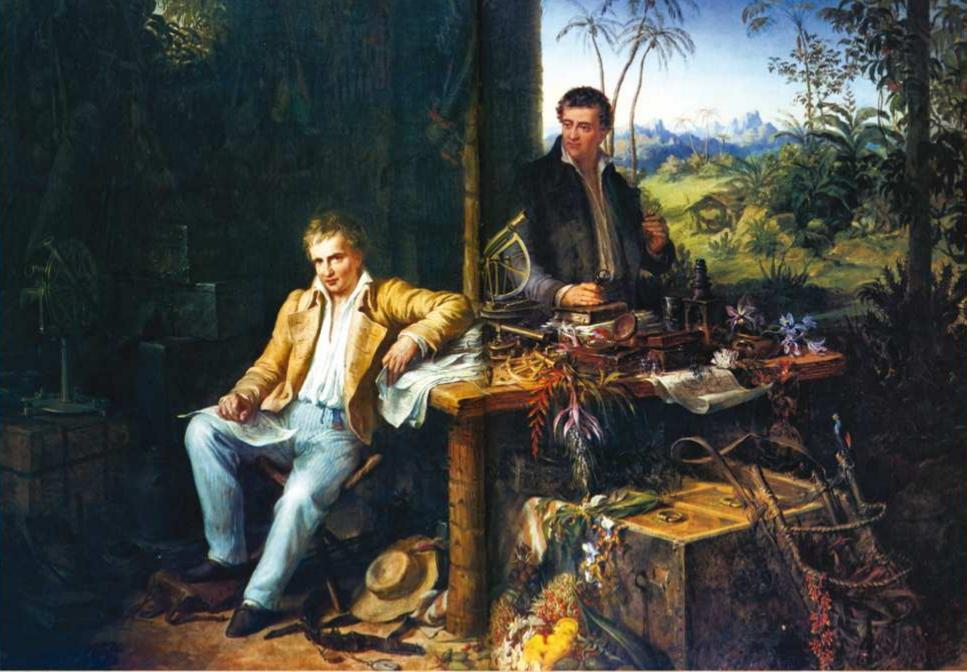
Obraz przedstawiający Humboldta i Bonplanda w amazońskim lesie deszczowym

## Życiorys
Bonpland urodził się jako Aimé Jacques Alexandre Goujaud  w La Rochelle we Francji 22   , 28 lub 29 sierpnia 1773. Jego ojciec był lekarzem . Około 1790 Aimé, podobnie jak jego brat Michel, podjął studia medyczne w Paryżu. Od 1791 uczęszczał na kursy prowadzone w tamtejszym Muzeum Historii Naturalnej. Wśród jego nauczycieli byli m.in. Jean-Baptiste Lamarck, Antoine Laurent de Jussieu i René Louiche Desfontaines. Później Bonpland kontynuował naukę pod okiem Jeana-Nicolasa Corvisarta  i być może uczęszczał również na zajęcia prowadzone przez Pierre’a-Josepha Desaulta w Hôtel-Dieu.
W okresie rewolucji francuskiej i wojen rewolucyjnej Francji Bonpland służył jako chirurg we francuskiej armii  lub marynarce wojennej    .

Wyprawa Humboldta i Bonplanda do Ameryki

Poznawszy w Paryżu Alexandra Humboldta , zgodził się dołączyć do niego w trwającej pięć lat podróży do Ameryki. Wyprawa ta obejmowała tereny Ameryki Południowej, Środkowej i Stany Zjednoczone . Podczas niej Humboldt i Bonpland zebrali okazy ok. 6000 gatunków roślin, spośród których ok. 2000 do tego czasu było nieznane w Europie. Wyniki odkryć i badań botanicznych będących efektem wyprawy Bonpland publikował następnie od 1808 do 1816 w serii tomów, zatytułowanej Plantes equinoxiales .
Po powrocie do Francji, dzięki wstawiennictwu Humboldta, otrzymał od Napoleona stypendium w wysokości 3000 franków rocznie w ramach wdzięczności za liczne okazy roślin, które przekazał Muzeum Historii Naturalnej . Cieszył się sympatią cesarzowej Józefiny, która mianowała go naczelnikiem ogrodów w Malmaison  . W 1813 roku opublikował Description des plantes rares cultivées à Malmaison et à Navarre . W tym okresie poznał Gay-Lussaca, Arago i innych wybitnych naukowców. Starał się o powrót do Ameryki Południowej  .
Kiedy cesarzowa Józefina zmarła w 1814, Bonpland przestał być kierownikiem ogrodu w Malmaison. Wyjechał do Londynu, gdzie nawiązał kontakt z rewolucjonistami Simona Bolivara szukającymi pomocy w walkach przeciw Hiszpanom. W 1816 został zatrudniony jako profesor historii naturalnej w Buenos Aires . Do jego zadań w Argentynie miało też należeć zaszczepienie nowoczesnych, europejskich metod rolnictwa. Bonpland przywiózł ze sobą z Europy i introdukował wiele roślin wcześniej w Ameryce nieznanych.
Po pewnym czasie porzucił stanowisko, aby zająć się badaniami przyrody Ameryki Południowej . W 1820 osiadł w osadzie Santa Ana w pobliżu rzeki Paraná, gdzie zajmował się m.in. uprawą i sprzedażą yerba mate. Kolonia znajdowała się na terytorium spornym, do którego prawa rościły sobie tak Paragwaj, jak i Argentyna; ponadto dyktator Paragwaju, Gaspar Rodriguez de Francia, miał żywić obiekcje co do działalności botanika: obawiał się argentyńskiej konkurencji na rynku yerba mate. W grudniu 1821 oddział 400 paragwajskich żołnierzy splądrował farmę Bonplanda, a sam botanik został aresztowany jako szpieg i pozbawiony wolności; przetrzymywano go w Santa Maria do 1829 . O jego uwolnienie bezskutecznie starali się m.in. Humboldt i Bolivar. Podczas przymusowego pobytu tamże ożenił się i miał kilkoro dzieci. Miał swobodę przemieszczania się po mieście: pełnił funkcję lekarza miejscowej biedoty  i garnizonu wojskowego .
Bonpland odzyskał wolność ok. 1830 , a w 1831 powrócił do Argentyny, gdzie osiedlił się w San Borja, nieopodal granicy z Paragwajem . Utrzymywał się z rolnictwa i handlu yerba mate . W 1853 wrócił do Santa Ana, gdzie uprawiał drzewka pomarańczowe, które sam zaintrodukował do Argentyny . Otrzymał od rządu Corrientes majątek ziemski w podzięce za zasługi . Jedna z tamtejszych miejscowości nosi nazwę Bonpland, na jego cześć, podobnie jak inna miejscowość w prowincji Misiones. Do końca życia utrzymywał korespondencję z Humboldtem.
Zmarł w wieku 84 lat w San Borja , Santa Ana , albo w Restauración w dniu 4  lub 11 maja 1858, przed planowanym powrotem do Paryża .

## Dziedzictwo
Kuratorem jego kolekcji roślin zdeponowanych w Narodowym Muzeum Historii Naturalnej we Francji była Alicia Lourteig. Adolphe Brunel napisał jego biografię. Fabularyzowany opis jego podróży z Humboldtem pojawia się w książce Rachuba świata Daniela Kehlmanna.
W dzielnicy Buenos Aires, Palermo Hollywood, jedną z ulic nazwano na cześć Bonplanda; znajduje się ona w sąsiedztwie ulic Darwina, FitzRoya i Humboldta. Ulica jego imienia znajduje się również w mieście Bahía Blanca w Argentynie, w Caracas w Wenezueli oraz w Montevideo w Urugwaju. Jego imieniem nazwano też księżycowy krater Bonpland i górę w Andach oraz w Nowej Zelandii.
Na jego cześć nazwano również wiele zwierząt i roślin, w tym kałamarnicę Grimalditeuthis bonplandi i orchideę Ornithocephalus bonplandi.